# Stanislaw Dmitrijewitsch Botscharow
Stanislaw Dmitrijewitsch Botscharow (russisch Станислав Дмитриевич Бочаров; * 20. Juni 1991 in Chabarowsk, Russische SFSR) ist ein russischer Eishockeyspieler, der seit Mai 2020 bei Awtomobilist Jekaterinburg aus der Kontinentalen Hockey-Liga unter Vertrag steht und dort auf der Position des linken Flügelstürmers spielt.

## Karriere
Stanislaw Botscharow begann seine Karriere als Eishockeyspieler in seiner Heimatstadt in der Nachwuchsabteilung von Amur Chabarowsk. Von dort wechselte er in die Nachwuchsabteilung von Ak Bars Kasan, für dessen zweite Mannschaft er von 2006 bis 2009 in der drittklassigen Perwaja Liga aktiv war. Parallel gab der Flügelspieler in der Saison 2008/09 sein Debüt für die Profimannschaft von Ak Bars in der neu gegründeten Kontinentalen Hockey-Liga. Bei seinem einzigen Saisoneinsatz in der KHL blieb er punkt- und straflos. Zudem absolvierte er in dieser Saison 15 Spiele für Neftjanik Almetjewsk in der zweitklassigen Wysschaja Liga, wobei er zwei Tore erzielte und fünf Vorlagen gab.
Die gesamte Saison 2009/10 verbrachte Botscharow bei Kasans Juniorenmannschaft in der multinationalem Nachwuchsliga Molodjoschnaja Chokkeinaja Liga und erzielte in 63 Spielen je 39 Tore und Vorlagen. Nachdem er auch die Saison 2010/11 in der MHL begonnen hatte, absolvierte er auch einige Spiele in der KHL-Mannschaft von Ak Bars Kasan. Im Dezember 2011 wurde der Russe innerhalb der KHL zum HK Jugra Chanty-Mansijsk transferiert. Für Chanty-Mansijsk absolvierte er in der Folge 79 KHL-Partien, wurde aber auch in der MHL und beim HK Lada Toljatti eingesetzt. Im Oktober 2013 kehrte Botscharow zu Ak Bars Kasan zurück, im Gegenzug erhielt der HK Jugra Chanty-Mansijsk ein Wahlrecht für den KHL Junior Draft 2014. Anschließend wurde er von Ak Bars beim Partnerteam Neftjanik Almetjewsk eingesetzt, ehe er im Januar 2014 an Admiral Wladiwostok abgegeben wurde. Dort spielte er bis zum Ende der Saison 2013/14 und wurde anschließend vom KHL-Wiedereinsteiger Lada Toljatti für zwei Jahre unter Vertrag genommen. Bei Lada war Botscharow bis zum Ende der Saison 2017/18 aktiv, ehe Lada aus der KHL ausgeschlossen wurde.
Anschließend spielte Botscharow für ein Jahr beim Hk Sotschi, ehe er im Mai 2019 von Torpedo Nischni Nowgorod verpflichtet wurde. Nach einem Jahr zog es ihn im Sommer 2020 zu Awtomobilist Jekaterinburg.

### International
Für Russland nahm Botscharow an der U20-Junioren-Weltmeisterschaft 2011 teil, bei der er mit seiner Mannschaft die Goldmedaille gewann. Zum Titelgewinn trug er mit zwei Torvorlagen in sieben Spielen bei.

## Erfolge und Auszeichnungen
- 2011 Goldmedaille bei der U20-Junioren-Weltmeisterschaft
- 2012 KHL-Rookie des Monats Januar

## Statistik
(Stand: Ende der Saison 2019/20)